# A Nemzet Művésze
A Nemzet Művésze díjat a művészeti díjak egymásra épülő rendszerében csúcsdíjként alapította a magyar országgyűlés 2014-ben. Azok a 65 év feletti, Kossuth-díjas alkotóművészek kaphatják meg, akik saját művészeti területükön jelentős értéket hoztak létre. A díjat a Magyar Művészeti Akadémia (MMA) elnöke adományozza évente november 5., az akadémia alapításának évfordulója alkalmából. A díjat a köztársasági elnök és az MMA elnöke közösen adja át.

## Adományozása
A törvény szerint az MMA Nemzet Művésze kitüntető címet egyidejűleg legfeljebb hetven művész viselheti, az alábbi bontásban:
- irodalom: 12 fő;
- színházművészet: 10 fő;
- képzőművészet: 10 fő;
- zeneművészet: 10 fő;
- iparművészet: 7 fő;
- építőművészet: 6 fő;
- filmművészet: 6 fő;
- népművészet: 3 fő;
- táncművészet: 3 fő;
- fotóművészet: 2 fő.
- cirkuszművészet: 1 fő

A díj kizárólag egyéni teljesítmény elismerésére szolgál, abban minden személy csak egy alkalommal részesülhet. Megosztva, vagy posztumusz nem adományozható, érdemtelenség miatt visszavonható. A művészeti területek keretszámait csak az első két díjátadásra rögzítette a törvény. Később, ha a címet egyidejűleg viselők száma 70 fő alá csökken, akkor az MMA elnöksége határozhatja meg, hogy a megüresedett helyen a díjat a fent felsoroltak közül melyik területen adományozza, de a törvény előírja, hogy lehetőleg minden területen legalább egy díjazott mindig legyen. (A cirkuszművészeti díj nem került kiosztásra, mert nem volt a feltételeknek megfelelő Kossuth-díjas cirkuszművész. Az első Kossuth díjat a területen 2017-ben adományozták Richter Józsefnek.)
Odaítéléséről a tizenegy Kossuth-díjas művészből álló Nemzet Művésze-díj Bizottság dönt, amelynek az elnöke az MMA elnöke, feltéve, hogy Kossuth-díjas. A bizottság tagjait az MMA elnöke és a kultúráért felelős miniszter közösen kéri fel legfeljebb három évre.
A díjazott az adományozásról okiratot kap, jogosult a Nemzet Művésze cím viselésére, továbbá élete végéig életjáradékot kap, amelynek összege az öregségi nyugdíj mindenkori legkisebb összegének a huszonháromszorosa. A juttatás adó- és illetékmentes. A Nemzet Színésze, a Magyar Mozgókép Mestere, illetve A Magyar Állami Operaház Mesterművésze cím viselése nem zárja ki, hogy tulajdonosa a Nemzet Művésze címet is megkapja és mindkét címet használja, azonban többes díjazottság esetén a művésznek választani kell, melyik díj után kéri az életjáradékot.
A díj nem adományozható a köztársasági elnök, országgyűlési képviselő, európai parlamenti képviselő, az Alkotmánybíróság tagja, a Kúria elnöke és elnökhelyettese, a legfőbb ügyész és helyettese, az Állami Számvevőszék elnöke és alelnöke, a Magyar Nemzeti Bank elnöke és alelnöke, az alapvető jogok biztosa és helyettesei, valamint állami vezető részére.
Az első díjak adományozására 2014-ben került sor. A cirkuszművészet területén az alapítás óta nem ítéltek oda díjat.

## A Nemzet Művésze cím kitüntetettjei

### Jelenlegi díjazottak
| Hely | Név                     | Művészeti ág    | A cím elnyerésének éve | Születés éve | Életkor |
| ---- | ----------------------- | --------------- | ---------------------- | ------------ | ------- |
| 1    | Bán Ferenc              | építőművészet   | 2016                   | 1940         | 84 éves |
| 2    | Dévényi Sándor          | építőművészet   | 2017                   | 1948         | 76 éves |
| 3    | Ferenczfy-Kovács Attila | építőművészet   | 2024                   | 1951         | 73 éves |
| 4    | Lázár Antal             | építőművészet   | 2024                   | 1941         | 83 éves |
| 5    | Mezei Gábor             | építőművészet   | 2024                   | 1935         | 89 éves |
| 6    | Nagy Ervin              | építőművészet   | 2020                   | 1950         | 74 éves |
| 7    | Dárday István           | filmművészet    | 2020                   | 1940         | 85 éves |
| 8    | Gothár Péter            | filmművészet    | 2014                   | 1947         | 77 éves |
| 9    | Kardos Sándor           | filmművészet    | 2022                   | 1944         | 80 éves |
| 10   | Kende János             | filmművészet    | 2024                   | 1941         | 83 éves |
| 11   | Koltai Lajos            | filmművészet    | 2016                   | 1946         | 78 éves |
| 12   | Rofusz Ferenc           | filmművészet    | 2018                   | 1946         | 78 éves |
| 13   | Szabó István            | filmművészet    | 2014                   | 1938         | 87 éves |
| 14   | Korniss Péter           | fotóművészet    | 2014                   | 1937         | 87 éves |
| 15   | Kunkovács László        | fotóművészet    | 2018                   | 1942         | 83 éves |
| 16   | Ferencz István          | iparművészet    | 2015                   | 1944         | 81 éves |
| 17   | Hager Ritta             | iparművészet    | 2014                   | 1931         | 94 éves |
| 18   | Németh János            | iparművészet    | 2014                   | 1934         | 91 éves |
| 19   | Péreli Zsuzsa           | iparművészet    | 2020                   | 1947         | 77 éves |
| 20   | Rubik Ernő              | iparművészet    | 2014                   | 1944         | 80 éves |
| 21   | Schrammel Imre          | iparművészet    | 2014                   | 1933         | 91 éves |
| 22   | Székely László          | iparművészet    | 2014                   | 1932         | 92 éves |
| 23   | Ágh István              | irodalom        | 2014                   | 1938         | 87 éves |
| 24   | Bereményi Géza          | irodalom        | 2020                   | 1946         | 79 éves |
| 25   | Bodor Ádám              | irodalom        | 2019                   | 1936         | 89 éves |
| 26   | Buda Ferenc             | irodalom        | 2014                   | 1936         | 88 éves |
| 27   | Dobai Péter             | irodalom        | 2014                   | 1944         | 80 éves |
| 28   | Kiss Anna               | irodalom        | 2017                   | 1939         | 86 éves |
| 29   | Szakonyi Károly         | irodalom        | 2020                   | 1931         | 93 éves |
| 30   | Temesi Ferenc           | irodalom        | 2024                   | 1949         | 75 éves |
| 31   | Tőzsér Árpád            | irodalom        | 2014                   | 1935         | 89 éves |
| 32   | Aknay János             | képzőművészet   | 2021                   | 1949         | 76 éves |
| 33   | Farkas Ádám             | képzőművészet   | 2020                   | 1944         | 80 éves |
| 34   | Földi Péter             | képzőművészet   | 2020                   | 1949         | 75 éves |
| 35   | Keserü Ilona            | képzőművészet   | 2014                   | 1933         | 91 éves |
| 36   | Lakner László           | képzőművészet   | 2022                   | 1936         | 88 éves |
| 37   | Maurer Dóra             | képzőművészet   | 2021                   | 1937         | 87 éves |
| 38   | Melocco Miklós          | képzőművészet   | 2014                   | 1935         | 89 éves |
| 39   | Orosz István            | képzőművészet   | 2018                   | 1951         | 73 éves |
| 40   | Sajdik Ferenc           | képzőművészet   | 2023                   | 1930         | 94 éves |
| 41   | Somogyi Győző           | képzőművészet   | 2014                   | 1942         | 82 éves |
| 42   | Berecz András           | népművészet     | 2024                   | 1957         | 67 éves |
| 43   | Kovács Miklós           | népművészet     | 2020                   | 1928         | 96 éves |
| 44   | Sebő Ferenc             | népművészet     | 2014                   | 1947         | 78 éves |
| 45   | Bánsági Ildikó          | színházművészet | 2014                   | 1947         | 77 éves |
| 46   | Béres Ilona             | színházművészet | 2014                   | 1942         | 82 éves |
| 47   | Blaskó Péter            | színházművészet | 2014                   | 1948         | 76 éves |
| 48   | Huszti Péter            | színházművészet | 2014                   | 1944         | 80 éves |
| 49   | Jánoskúti Márta         | színházművészet | 2014                   | 1942         | 82 éves |
| 50   | Marton Éva              | színházművészet | 2014                   | 1943         | 81 éves |
| 51   | Miller Lajos            | színházművészet | 2014                   | 1940         | 85 éves |
| 52   | Reviczky Gábor          | színházművészet | 2021                   | 1949         | 75 éves |
| 53   | Sándor György           | színházművészet | 2014                   | 1938         | 86 éves |
| 54   | Pártay Lilla            | táncművészet    | 2014                   | 1941         | 83 éves |
| 55   | Timár Sándor            | táncművészet    | 2014                   | 1930         | 94 éves |
| 56   | Uhrik Teodóra           | táncművészet    | 2024                   | 1943         | 81 éves |
| 57   | Zsuráfszky Zoltán       | táncművészet    | 2022                   | 1956         | 68 éves |
| 58   | Dubrovay László         | zeneművészet    | 2014                   | 1943         | 82 éves |
| 59   | Lantos István           | zeneművészet    | 2023                   | 1949         | 75 éves |
| 60   | Perényi Miklós          | zeneművészet    | 2014                   | 1948         | 77 éves |
| 61   | Ránki Dezső             | zeneművészet    | 2020                   | 1951         | 73 éves |
| 62   | Sapszon Ferenc          | zeneművészet    | 2021                   | 1952         | 72 éves |
| 63   | Selmeczi György         | zeneművészet    | 2023                   | 1952         | 73 éves |
| 64   | Szabó Dénes             | zeneművészet    | 2014                   | 1947         | 78 éves |
| 65   | Vásáry Tamás            | zeneművészet    | 2014                   | 1933         | 91 éves |
| 66   | Zádori Mária            | zeneművészet    | 2021                   | 1948         | 76 éves |
| 67   | betöltetlen             | cirkuszművészet |                        |              |         |
| 68   | betöltetlen             |                 |                        |              |         |
| 69   | betöltetlen             |                 |                        |              |         |
| 70   | betöltetlen             |                 |                        |              |         |

### Elhunyt díjazottak
| Név                     | Művészeti ág    | A cím elnyerésének éve | Születés éve | Halál éve |
| ----------------------- | --------------- | ---------------------- | ------------ | --------- |
| András Ferenc           | filmművészet    | 2021                   | 1942         | 2024      |
| Bachman Zoltán          | építőművészet   | 2014                   | 1945         | 2015      |
| Bak Imre                | képzőművészet   | 2014                   | 1939         | 2022      |
| Balassa Sándor          | zeneművészet    | 2014                   | 1935         | 2021      |
| Balla Demeter           | fotóművészet    | 2014                   | 1931         | 2017      |
| Bohus Zoltán            | iparművészet    | 2014                   | 1941         | 2017      |
| Budai Ilona             | népművészet     | 2018                   | 1951         | 2023      |
| Czakó Gábor             | irodalom        | 2019                   | 1942         | 2024      |
| Csete György            | építőművészet   | 2014                   | 1937         | 2016      |
| Csíkszentmihályi Róbert | képzőművészet   | 2014                   | 1940         | 2021      |
| Csoóri Sándor           | irodalom        | 2014                   | 1930         | 2016      |
| Csukás István           | irodalom        | 2017                   | 1936         | 2020      |
| Deim Pál                | képzőművészet   | 2014                   | 1932         | 2016      |
| Erdélyi Zsuzsanna       | népművészet     | 2014                   | 1921         | 2015      |
| Fekete György           | iparművészet    | 2018                   | 1932         | 2020      |
| Finta József            | építőművészet   | 2014                   | 1935         | 2024      |
| Foltin Jolán            | népművészet     | 2015                   | 1943         | 2019      |
| Gross Arnold            | képzőművészet   | 2014                   | 1929         | 2015      |
| Gyulai Líviusz          | képzőművészet   | 2014                   | 1937         | 2021      |
| Hildebrand István       | filmművészet    | 2020                   | 1928         | 2022      |
| Jankovics Marcell       | filmművészet    | 2014                   | 1941         | 2021      |
| Jókai Anna              | irodalom        | 2014                   | 1932         | 2017      |
| Juhász Ferenc           | irodalom        | 2014                   | 1928         | 2015      |
| Kalász Márton           | irodalom        | 2016                   | 1934         | 2021      |
| Kallós Zoltán           | népművészet     | 2014                   | 1926         | 2018      |
| Kampis Miklós           | építőművészet   | 2018                   | 1935         | 2020      |
| Kányádi Sándor          | irodalom        | 2014                   | 1929         | 2018      |
| Kévés György            | építőművészet   | 2022                   | 1935         | 2024      |
| Kocsár Miklós           | zeneművészet    | 2014                   | 1933         | 2019      |
| Konok Tamás             | képzőművészet   | 2014                   | 1930         | 2020      |
| Kő Pál                  | képzőművészet   | 2014                   | 1941         | 2020      |
| Lator László            | irodalom        | 2018                   | 1927         | 2023      |
| Makk Károly             | filmművészet    | 2014                   | 1925         | 2017      |
| Mécs Károly             | színházművészet | 2016                   | 1936         | 2025      |
| Novák Ferenc            | táncművészet    | 2014                   | 1931         | 2024      |
| Párkai István           | zeneművészet    | 2014                   | 1928         | 2023      |
| Sánta Ferenc            | zeneművészet    | 2014                   | 1945         | 2024      |
| Sára Sándor             | filmművészet    | 2014                   | 1933         | 2019      |
| Sinkó László            | színházművészet | 2014                   | 1940         | 2015      |
| Solti Gizella           | iparművészet    | 2014                   | 1931         | 2015      |
| Soproni József          | zeneművészet    | 2020                   | 1930         | 2021      |
| Szakcsi Lakatos Béla    | zeneművészet    | 2014                   | 1943         | 2022      |
| Szervátiusz Tibor       | képzőművészet   | 2015                   | 1930         | 2018      |
| Szilágyi István         | irodalom        | 2014                   | 1938         | 2024      |
| Szőnyi Erzsébet         | zeneművészet    | 2014                   | 1924         | 2019      |
| Tamás Menyhért          | irodalom        | 2024                   | 1940         | 2025      |
| Tandori Dezső           | irodalom        | 2014                   | 1938         | 2019      |
| Tornai József           | irodalom        | 2014                   | 1927         | 2020      |
| Tóth János              | filmművészet    | 2014                   | 1930         | 2019      |
| Törőcsik Mari           | színházművészet | 2014                   | 1935         | 2021      |
| Török Ferenc            | építőművészet   | 2014                   | 1936         | 2021      |
| Vadász György           | építőművészet   | 2014                   | 1933         | 2024      |
| Varga Imre              | képzőművészet   | 2016                   | 1923         | 2019      |
| Vasadi Péter            | irodalom        | 2014                   | 1926         | 2017      |
| Zalaváry Lajos          | építőművészet   | 2014                   | 1923         | 2018      |